# Вајт Оук (Охајо)
Вајт Оук (енгл. White Oak) насељено је место без административног статуса у америчкој савезној држави Охајо.

## Демографија
По попису из 2010. године број становника је 19.167, што је 5.89 (44,4%) становника више него 2000. године.
| Група             | 2000.          | 2010.          |
| Белци             | 12.377 (93,2%) | 16.678 (87,0%) |
| Афроамериканци    | 471 (3,5%)     | 1.625 (8,5%)   |
| Азијати           | 145 (1,1%)     | 206 (1,1%)     |
| Хиспаноамериканци | 143 (1,1%)     | 270 (1,4%)     |
| Укупно            | 13.277         | 19.167         |